# 1810

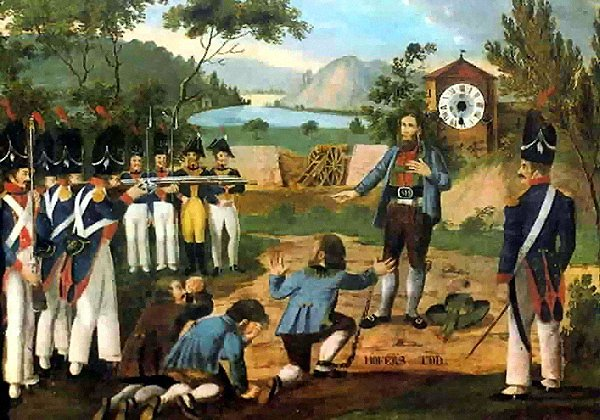
executie van Andreas Hofer

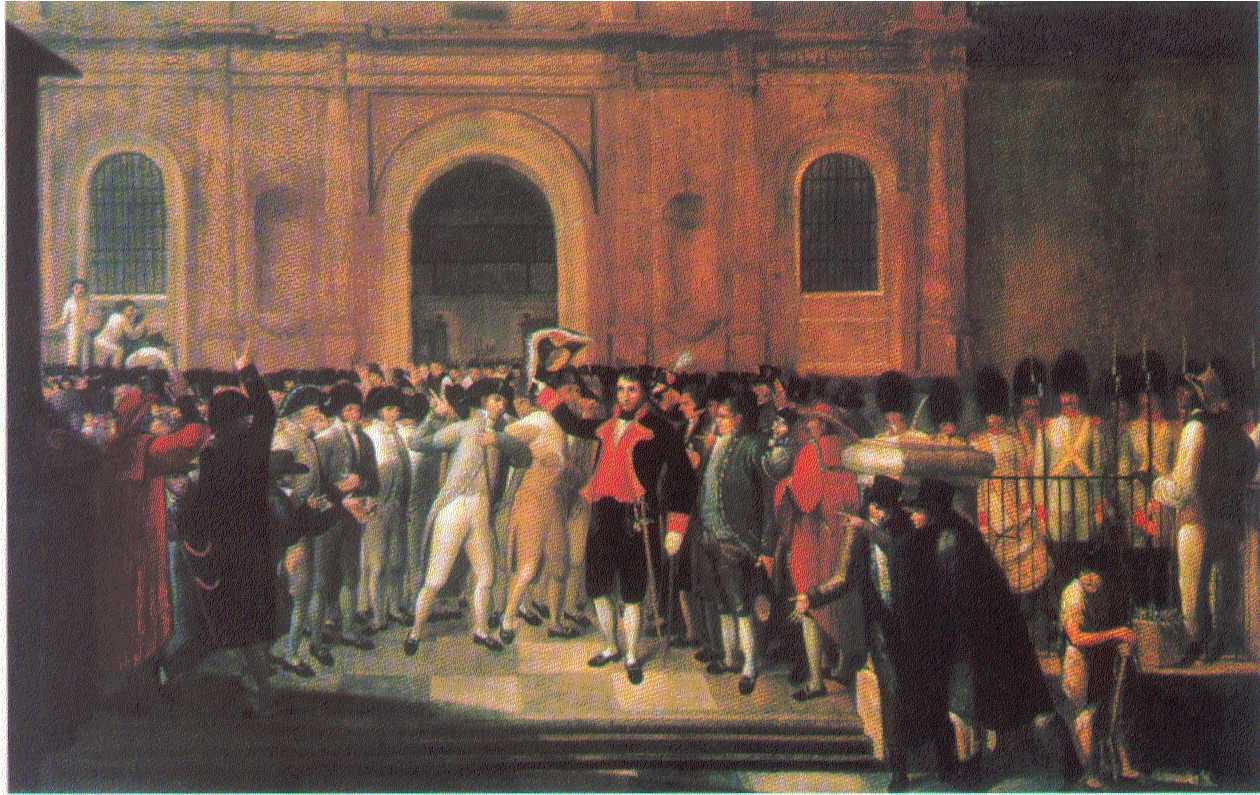
19 april: Caracas, Venezuela komt in opstand tegen de Franse bezetting van Spanje

Het jaar 1810 is het 10e jaar in de 19e eeuw volgens de christelijke jaartelling.

## Gebeurtenissen
januari
- 14 - Verdrag te Parijs tussen Frankrijk en het koninkrijk Westfalen. Het voormalige keurvorstendom Hannover wordt vrijwel volledig bij Westfalen gevoegd.

februari
- 16 - Verdrag te Parijs tussen Frankrijk en de vorst-primaat. Het voormalige prinsbisdom Regensburg wordt aan Frankrijk afgestaan. Frankrijk staat af de grootste delen van het graafschap Hanau en het voormalige prinsbisdom Fulda. De gebieden van de vorst-primaat worden verenigd tot het groothertogdom Frankfurt. Eugène de Beauharnais wordt de beoogd opvolger van de vorst-primaat.
- 20 - De Tiroolse opstandelingenleider Andreas Hofer wordt door een Franse krijgsraad ter dood veroordeeld en terechtgesteld.
- 28 - Verdrag te Parijs tussen Frankrijk en het koninkrijk Beieren. Het Italiaanssprekende deel van Tirol wordt door Beieren aan Frankrijk afgestaan. Beieren krijgt toegezegd Salzburg, de proosdij Berchtesgaden, het vorstendom Regensburg en het vorstendom Bayreuth.

april
- 19 - Bewoners van Caracas zetten de Spaanse kapitein-generaal Emparan af. Het bestuur wordt overgenomen door een Raad.

mei
- 9 - Het vorstendom Regensburg wordt door de vorst-primaat overgedragen aan Frankrijk.
- 11 - Verdrag tussen Frankrijk en Hessen-Darmstadt. Een deel van het graafschap Hanau wordt aan Hessen-Darmstadt overgedragen.
- 15 - Overdracht van Fulda en Hanau aan het groothertogdom Frankfurt.
- 18 - Verdrag te Parijs tussen de koninkrijken Beieren en Württemberg, waarin grenscorrecties worden bepaald. Onder andere wordt Ulm door Beieren overgedragen aan Württemberg. De rivieren Donau en Iller worden de grens tussen beide landen.
- 22 - Het vorstendom Regensburg wordt door Frankrijk overgedragen aan het koninkrijk Beieren.
- 25 - De inwoners van Buenos Aires verdrijven de Spaanse onderkoning.
- 26 - Verdrag te Parijs tussen het koninkrijk Beieren en het groothertogdom Würzburg, waarin grenscorrecties worden bepaald. Onder andere Schweinfurt wordt door Beieren overgedragen aan Würzburg.
- 28 - De plotselinge dood van kroonprins Karel August stort Zweden in een constitutionele crisis.

juni
- 7 - Te Bolzano wordt de omvang vastgesteld van het Italiaanssprekende deel van Tirol dat door het koninkrijk Beieren aan Frankrijk moet worden afgestaan.
- 23 - Beiers patent over de afstand van een deel van Tirol.
- 29 - Frankrijk draagt het vorstendom Bayreuth over aan het koninkrijk Beieren.

juli
- 1 - Louis Bonaparte doet afstand van de troon van het Koninkrijk Holland.
- 3 - Vergezeld door generaal Travers en admiraal Treslong verlaat Louis Bonaparte gedesillusioneerd zijn Hollandse koninkrijk.
- 9 - Het koninkrijk Holland wordt door Napoleon bij decreet geannexeerd. Dit betekent dat ook de Nederlandse jongens nu onder de Franse dienstplicht vallen. Tegelijk wordt ook de tiërcering afgekondigd. Dit hield in dat slechts nog een derde van de rente over de staatsschuld werd betaald.
- 14 - Prins Charles-François Lebrun treedt aan als stadhouder over de Hollandse gewesten.
- 20 - Colombia wordt onafhankelijk.

september
- 8 Verdrag te Parijs tussen de groothertogdommen Baden en Hessen-Darmstadt, waarin grenscorrecties worden geregeld.
- 12 - Overdracht door Frankrijk aan het koninkrijk Beieren van Salzburg, de proosdij Berchtesgaden en het Innviertel.
- 16 - Grito de Dolores: Miguel Hidalgo roept op tot onafhankelijkheid voor Mexico.
- 18 - Chili wordt onafhankelijk.

oktober
- 2 - Verdrag te Parijs tussen het koninkrijk Württemberg en het groothertogdom Baden, waarin grenscorrecties worden geregeld. Baden krijgt o.a. het landgraafschap Nellenburg.
- 10 - De colleges beginnen op de nieuwe Universiteit van Berlijn, opgericht door Wilhelm von Humboldt.
- 17 - Met het huwelijk van de kroonprins Lodewijk I van Beieren ontstaat de traditie van de Oktoberfeesten in München.
- 19 - Een Frans decreet bepaalt, dat in beslag genomen Engelse

goederen publiekelijk moeten worden verbrand. 
december
- 13 - Senaatsbesluit over de inlijving van Holland, de Hanzesteden, Lauenburg en een gebied in noordwest Duitsland. Het betreft het koninkrijk Holland, inclusief Oost-Friesland, de heerlijkheden Jever, Kniphausen en Varel, waarover op 9 juli al een decreet was afgekondigd. Van het groothertogdom Berg het voormalige hertogdom Kleef, een deel van het voormalige prinsbisdom Münster, het graafschap Tecklenburg en het graafschap Lingen. Het vorstendom Salm inclusief de rijksheerlijkheid Gemen. Van het hertogdom Arenberg de ambten Meppen en Dülmen. Het hertogdom Oldenburg. Van het koninkrijk Westfalen het voormalige prinsbisdom Osnabrück, de helft van het vorstendom Minden, het graafschap Hoya, het graafschap Diepholz, het hertogdom Bremen, het vorstendom Verden, een deel van Brunswijk-Lüneburg en het voormalige graafschap Schaumburg. Verder het hertogdom Lauenburg en de Hanzesteden Bremen, Hamburg en Lübeck.
- 22 - Het HMS Minotaur loopt op zandbank nabij Texel en vergaat, 570 doden.

zonder datum
- Yusuf Qaramanli van Tripolitanië houdt een veldtocht naar Ghadames om grip te krijgen op de slavenhandel van de Toeareg.
- Hendrik Doeff, de Nederlandse directeur van Dejima weigert de kolonie aan de Engelsen over te geven.
- De Pruisische generaal Ernst von Pfuel sticht in Praag de eerste militaire zwemschool ter wereld.
- Als enig gewest keert Friesland terug op de kaart en herkrijgt de eigen naam, maar dan wel in het Frans: "Département de Frise".
- De Frans-Duitse instrumentbouwer Sébastien Erard vraagt patent op de dubbelpedaalharp.

## Muziek
- Bernhard Henrik Crusell componeert Concert No. 1 in Es gr.t. voor klarinet en orkest, opus 1.
- Ludwig van Beethoven componeert Für Elise.

## Bouwkunst

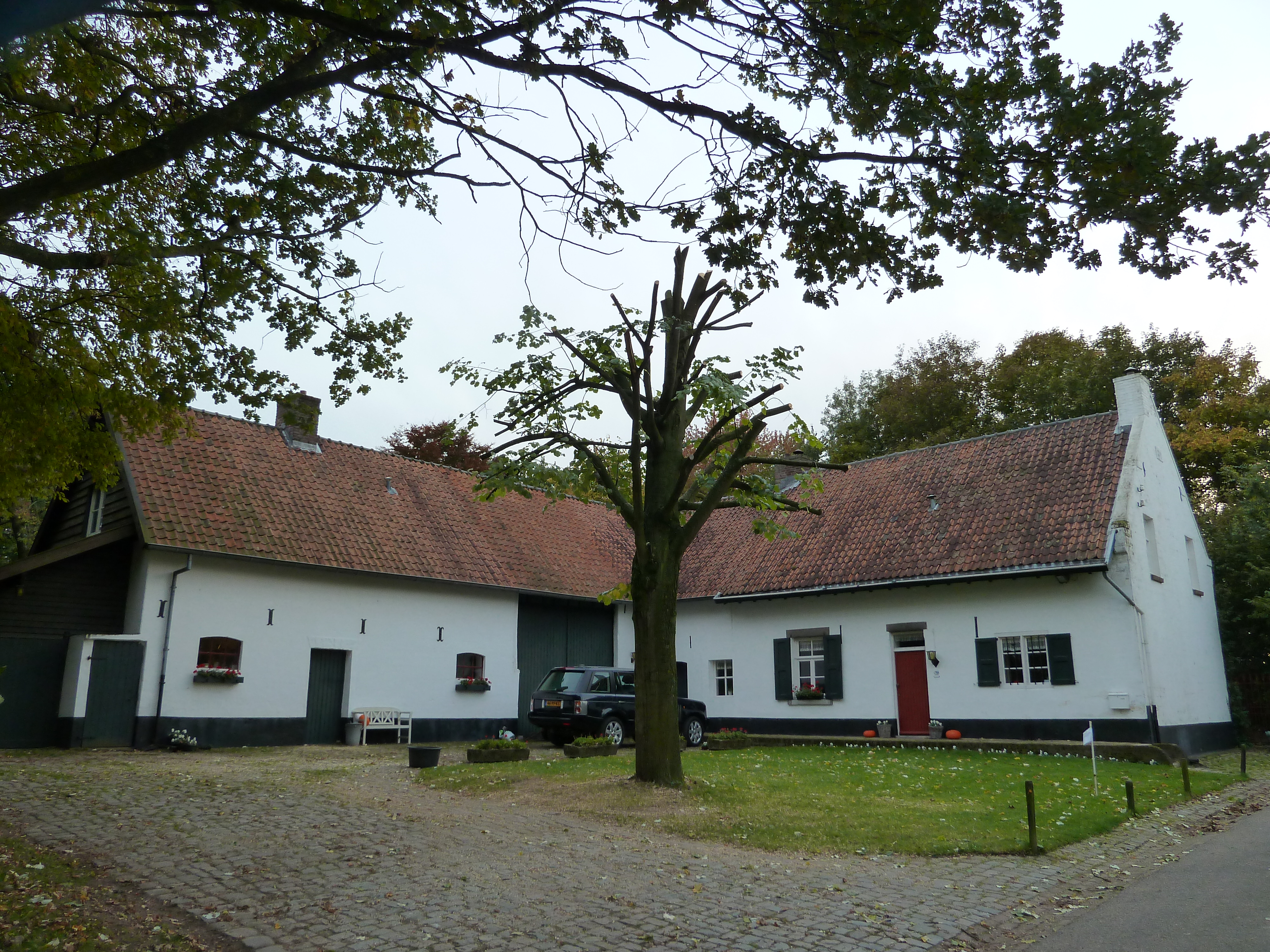
Hoeve, Terblijt (1810)

## Geboren
januari
- 8 - Jacob Hobein, Nederlands matroos en ontvanger Militaire Willems-Orde (overleden 1888)
- 29 - Ernst Kummer, Duits wiskundige (overleden 1893)

februari
- 5 - Ole Bull, Noors componist en violist (overleden 1880)
- 8 - Norbert Burgmüller, Duits componist (overleden 1836)
- 8 - Eliphas Levi, Frans filosoof, occultist en vrijmetselaar (overleden 1875)
- 28 - Reinier Cornelis Bakhuizen van den Brink, Nederlands literatuurcriticus, filosoof, historicus en archivaris (overleden 1865)

maart
- 1 - Frédéric Chopin, Pools componist en pianist (overleden 1849)
- 2 - Vincenzo Gioacchino Raffaele Luigi Pecci, paus Leo XIII (overleden 1903)

april
- 11 - Henry Rawlinson, Brits archeoloog, ontcijferde het spijkerschrift (overleden 1895)
- 14 - Joannes Baptista Swinkels, apostolisch vicaris van Suriname (overleden 1875)
- 21 - Thomas Wright, Engels schrijver (overleden 1877)

mei
- 2 - Hans Christian Lumbye, Deens componist (overleden 1874)
- 9 - Marianne der Nederlanden, dochter van koning Willem I (overleden 1883)
- 25 - Pieter Jan Baptist De Herdt, Belgisch kanunnik en schrijver (overleden 1883)

juni
- 8 - Robert Schumann, Duits componist (overleden 1856)
- 9 - Otto Nicolai, Duits componist (overleden 1849)
- 21 - Gijsbertus Schot, Nederlands politicus (overleden 1889)

juli
- 5 - Phineas Taylor Barnum, Amerikaans circuseigenaar (overleden 1891)
- 21 - Henri Victor Regnault, Frans natuurkundige (overleden 1878)

augustus
- 4 - Maurice de Guérin, Frans dichter (overleden 1839)
- 10 - Camillo Benso di Cavour, Italiaans politicus (overleden 1861)

september
- 7 - Hermann Heinrich Gossen, Duits econoom (overleden 1858)
- 15 - Louise Colet, Frans dichteres en schrijfster (overleden 1876)

oktober
- 8 - James W. Marshall, ontdekker van goud in Californië (overleden 1885)
- 16 - Edouard Broers, Belgisch politicus (overleden 1892)

november
- 10 - Eduard von Simson, Joods-Duits jurist en politicus (overleden 1899)
- 28 - William Froude, Engels ingenieur (overleden 1879)

december
- 11 - Alfred de Musset, Frans dichter en schrijver (overleden 1857)
- 23 - Karl Richard Lepsius, Duits egyptoloog en filoloog (overleden 1884)

## Overleden
januari
- 23 - John Hoppner (51), Engels kunstschilder
- 23 - Johann Wilhelm Ritter (33), Duits chemicus en natuurkundige

februari
- 24 - Henry Cavendish (78), Engels natuurkundige en scheikundige

september
- 20 - Wouter Johannes van Troostwijk (28), Nederlands kunstschilder

oktober
- 18 - Nachman van Breslov, Oekraïens rabbijn.

november
- 11 - Johann Zoffany (77), Duits-Engels kunstschilder

december
- 10 - Johann Christian von Schreber (71), Duits medicus en natuurvorser